# Colin Pellenc
Colin Pellenc, né à Bernezzo (Italie, Piémont), était un meunier vaudois du Plan d'Apt, dans le Vaucluse. Il fut membre du conseil de la ville d'Apt le 2 août 1532 et condamné pour hérésie avant d'être exécuté en 1540. Son procès et son exécution s'inscrivent dans le contexte des persécutions contre les communautés vaudoises en Provence au XVIᵉ siècle.

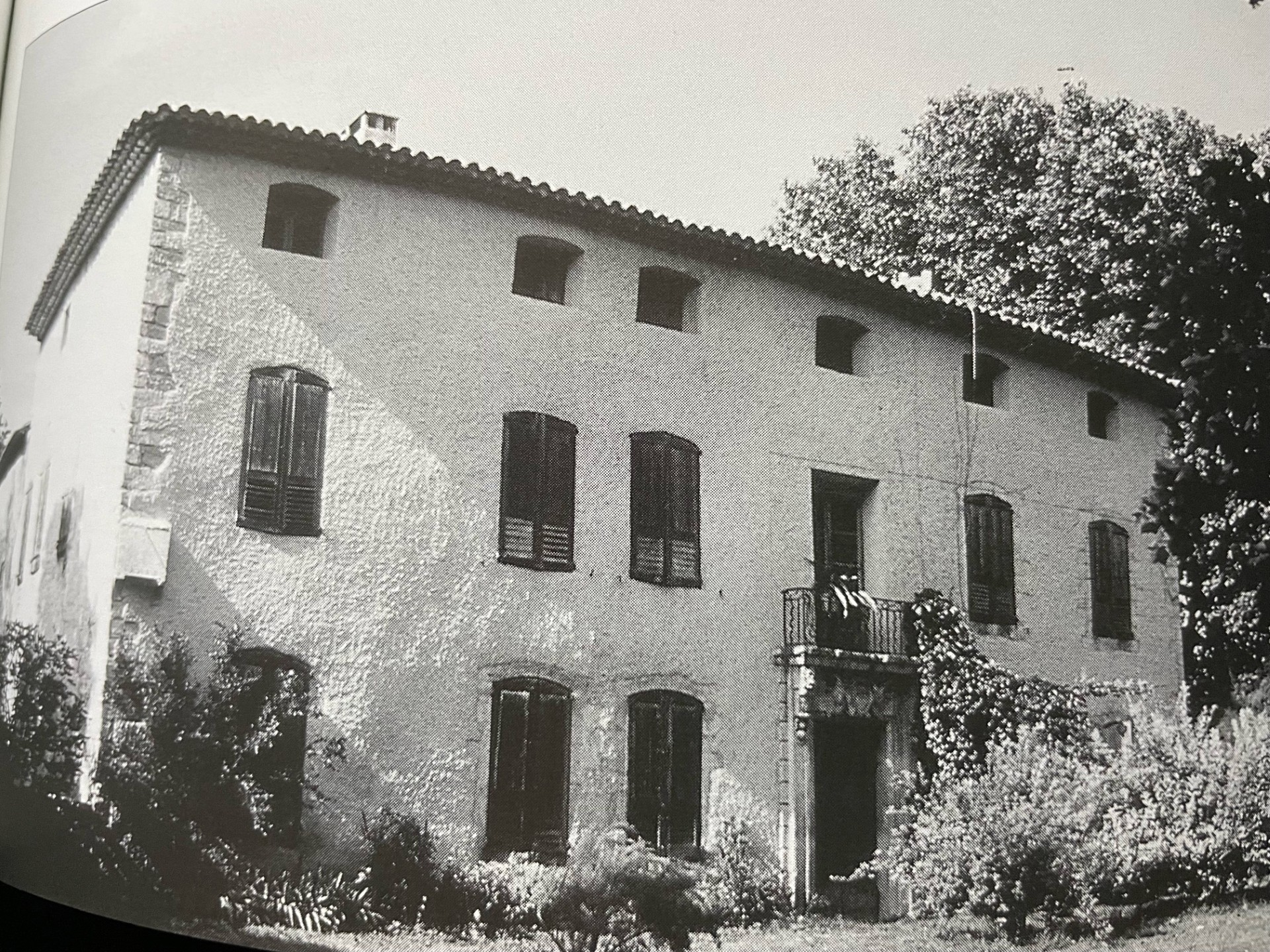
Bastide de la famille Pellenc au Plan d'Apt (maison détruite aujourd'hui).

## Contexte historique
Les Vaudois sont un mouvement chrétien dissident fondé au XIIᵉ siècle par Pierre Valdo. Réfugiés en Provence et dans le Luberon après leur excommunication par l'Église catholique, ils furent victimes de persécutions répétées, culminant avec le massacre de Mérindol en 1545.

## Arrestation et condamnation
Colin Pellenc, meunier au Plan d'Apt, possédait plusieurs ouvrages en français, dont une Bible, considérés comme hérétiques par l'Inquisition. En 1540, il fut arrêté et jugé par le juge Grossi d'Apt. Accusé d'hérésie pour son appartenance à la communauté vaudoise et la détention de textes interdits, il fut condamné au bûcher. Ses biens furent confisqués et réattribués aux autorités.

## Conséquences et répercussions
L'exécution de Colin Pellenc provoqua une réaction des Vaudois de Mérindol, qui attaquèrent et saccagèrent son ancien moulin, désormais propriété royale. Cet acte de révolte incita le Parlement d'Aix à prononcer l'Arrêt de Mérindol en novembre 1540, condamnant les Vaudois de la région à de sévères représailles.
En 1545, sur ordre de François Ier, une expédition punitive menée par Jean Maynier, baron d’Oppède, entraîna le massacre de plusieurs centaines de Vaudois en Provence, marquant l'un des épisodes les plus violents de la répression contre cette communauté.

## Héritage
L’histoire de Colin Pellenc illustre la répression subie par les Vaudois en France au XVIᵉ siècle. Aujourd’hui, son nom est évoqué dans les études historiques sur les persécutions religieuses en Provence, et les événements liés à son exécution sont considérés comme un des déclencheurs des violences qui s’abattirent sur les Vaudois de Mérindol et du Luberon.